# Afghanskt teckenspråk
Afghanskt teckenspråk är ett teckenspråk som används av de dövas gemenskap i Afghanistan. Språket räknas som isolatspråk. Antal användare i början av 2010-talet var cirka 1000.
En trespråkig ordbok börjades samlas 1995. Det finns en skola för dem döva i Jalalabad.